# A Pain That I’m Used To
«A Pain That I’m Used To» (в переводе с англ. — «Боль, к которой я привык») — песня британской группы Depeche Mode, второй сингл из их одиннадцатого студийного альбома Playing the Angel, 42-й в дискографии группы. Вышел 12 декабря 2005 года.

## Обзор

Кадр из клипа «A Pain That I’m Used To»

Сингл содержит ремиксы от товарищей Depeche Mode Goldfrapp и Jacques Lu Cont. Существуют две радио-версии песни: первая является ремиксом, а вторая отличается более электронным звучанием.
Первоначально песня «Better Days» должна была стать би-сайдом к синглу. Но практически перед самым релизом в трек-лист была внесена песня «Newborn», а «Better Days» стала би-сайдом к следующему синглу группы «Suffer Well». «Newborn» — медленная, лирическая песня, переходящая к припеву в более жёсткую. Среди би-сайдов эта песня пользуется большой популярностью у фанатов Depeche Mode.
Сингл был выпущен на физических носителях в Великобритании и Европе. В США состоялся релиз только iTunes-версии. Песня достигла 15-го места в британском чарте. В США песня дебютировала на 45-м месте в Hot Dance Music/Club Play, но через некоторое время поднялась до 6-го.
Клип снят режиссёром Уве Флэдом, который до этого снял клип к песне «Precious». В видео участники Depeche Mode, а также концертный член группы барабанщик Кристиан Айгнер играют на небольшой сцене во время автогонки. Видеоклип отличается большей динамичностью, в отличие от предыдущего клипа на песню «Precious».

## Форматы и списки композиций
Слова и музыка всех песен — написаны Мартином Гором.
| №  | Название                                    | Длительность |
| -- | ------------------------------------------- | ------------ |
| 1. | «A Pain That I’m Used To» (Goldfrapp Remix) | 4:39         |
| 2. | «Newborn» (Foster Remix by Kettel)          | 5:26         |

| №  | Название                                          | Длительность |
| -- | ------------------------------------------------- | ------------ |
| 1. | «A Pain That I’m Used To» (Jacques Lu Cont Remix) | 7:51         |
| 2. | «A Pain That I’m Used To» (Jacques Lu Cont Dub)   | 8:00         |

| №  | Название                                            | Длительность |
| -- | --------------------------------------------------- | ------------ |
| 1. | «A Pain That I’m Used To» (Bitstream Threshold Mix) | 6:07         |
| 2. | «A Pain That I’m Used To» (Bitstream Spansule Mix)  | 7:21         |

| №  | Название                  | Длительность |
| -- | ------------------------- | ------------ |
| 1. | «A Pain That I’m Used To» | 4:11         |
| 2. | «Newborn»                 | 5:34         |

| №  | Название                                           | Длительность |
| -- | -------------------------------------------------- | ------------ |
| 1. | «A Pain That I’m Used To» (Jacques Lu Cont Remix)  | 7:51         |
| 2. | «A Pain That I’m Used To» (Jacques Lu Cont Dub)    | 8:00         |
| 3. | «A Pain That I’m Used To» (Goldfrapp Remix)        | 4:39         |
| 4. | «A Pain That I’m Used To» (Bitstream Spansule Mix) | 7:22         |
| 5. | «A Pain That I’m Used To» (Telex Remix)            | 3:28         |

| №  | Название                                                        | Длительность |
| -- | --------------------------------------------------------------- | ------------ |
| 1. | «A Pain That I’m Used To» (Video)                               | 3:49         |
| 2. | «A Pain That I’m Used To» (Exclusive behind the scenes footage) | 3:52         |
| 3. | «Newborn» (Foster Remix by Kettel)                              | 5:26         |

| №  | Название                                          | Длительность |
| -- | ------------------------------------------------- | ------------ |
| 1. | «A Pain That I’m Used To» (Jacques Lu Cont Remix) | 7:51         |
| 2. | «A Pain That I’m Used To» (Jacques Lu Cont Dub)   | 8:00         |

| №  | Название                                            | Длительность |
| -- | --------------------------------------------------- | ------------ |
| 1. | «A Pain That I’m Used To» (Bitstream Threshold Mix) | 6:07         |
| 2. | «A Pain That I’m Used To» (Bitstream Spansule Mix)  | 7:21         |

| №  | Название                                  | Длительность |
| -- | ----------------------------------------- | ------------ |
| 1. | «A Pain That I’m Used To» (Radio Edit 1)  | 3:23         |
| 2. | «A Pain That I’m Used To» (Album Version) | 4:12         |

| №  | Название                                  | Длительность |
| -- | ----------------------------------------- | ------------ |
| 1. | «A Pain That I’m Used To» (Radio Edit 2)  | 3:27         |
| 2. | «A Pain That I’m Used To» (Album Version) | 4:12         |

| №  | Название                                            | Длительность |
| -- | --------------------------------------------------- | ------------ |
| 1. | «A Pain That I’m Used To» (Jacques Lu Cont Remix)   | 7:51         |
| 2. | «A Pain That I’m Used To» (Jacques Lu Cont Dub)     | 8:00         |
| 3. | «A Pain That I’m Used To» (Bitstream Threshold Mix) | 6:07         |
| 4. | «A Pain That I’m Used To» (Bitstream Spansule Mix)  | 7:21         |
| 5. | «A Pain That I’m Used To» (Goldfrapp Remix)         | 4:39         |
| 6. | «Newborn» (Foster Remix by Kettel)                  | 5:26         |

| №  | Название                                            | Длительность |
| -- | --------------------------------------------------- | ------------ |
| 1. | «A Pain That I’m Used To» (Jacques Lu Cont Remix)   | 7:51         |
| 2. | «A Pain That I’m Used To» (Jacques Lu Cont Dub)     | 8:00         |
| 3. | «A Pain That I’m Used To» (Goldfrapp Remix)         | 4:39         |
| 4. | «A Pain That I’m Used To» (Bitstream Spansule Mix)  | 7:21         |
| 5. | «A Pain That I’m Used To» (Telex Remix)             | 3:29         |
| 6. | «A Pain That I’m Used To» (Bitstream Threshold Mix) | 6:07         |
| 7. | «Newborn» (Foster Remix by Kettel)                  | 5:34         |

| №  | Название                                                 | Длительность |
| -- | -------------------------------------------------------- | ------------ |
| 1. | «A Pain That I’m Used To» (Telex Club Mix)               | 5:49         |
| 2. | «A Pain That I’m Used To» (Telex Remix 2)                | 3:26         |
| 3. | «A Pain That I’m Used To» (Bitstream Spansule Mix Edit)  | 4:15         |
| 4. | «A Pain That I’m Used To» (Bitstream Threshold Mix Edit) | 4:04         |
| 5. | «A Pain That I’m Used To» (Jacques Lu Cont Remix Edit)   | 4:47         |

## Чарты
| Чарт (2005)                       | Высшая позиция |
| --------------------------------- | -------------- |
| Австрия                           | 24             |
| Дания                             | 3              |
| Финляндия                         | 15             |
| Франция                           | 96             |
| Германия                          | 11             |
| Венгрия                           | 1              |
| Италия                            | 2              |
| Голландия                         | 27             |
| Польша                            | 1              |
| Испания                           | 1              |
| Швеция                            | 13             |
| Швейцария                         | 23             |
| Великобритания                    | 15             |
| США Billboard Hot Dance Club Play | 6              |